# John Williams
John Towner Williams (sinh ngày 8 tháng 2 năm 1932) là nhà soạn nhạc, nhạc công dương cầm và chỉ huy dàn nhạc người Mỹ. Trong sự nghiệp kéo dài 6 thập niên, Williams đã soạn nhiều trong những bản nhạc phim nổi tiếng nhất trong lịch sử, bao gồm Hàm cá mập, loạt phim Chiến tranh giữa các vì sao, Siêu nhân, loạt phim Indiana Jones, E.T. the Extra-Terrestrial, Công viên kỷ Jura và 3 bộ phim đầu tiên trong loạt phim Harry Potter. Ông liên kết với đạo diễn Steven Spielberg từ năm 1974, soạn nhạc cho hầu hết các bộ phim của ông. Williams còn soạn khúc nhạc hiệu cho bốn kỳ Thế vận hội, NBC Sunday Night Football, bộ phim Những cuộc phiêu lưu của Tintin: Bí mật tàu Kỳ Lân (2011), loạt phim truyền hình Lost in Space và Land of the Giants, âm nhạc trong mùa đầu tiên của Gilligan's Island. Ông cũng tham gia nhiều buổi hòa nhạc và làm người chỉ huy chính của Dàn nhạc Boston Pops từ 1980 đến 1993.
Williams đoạt 5 giải Oscar, 4 giải Quả cầu vàng, 7 giải thưởng Điện ảnh Viện Hàn lâm Anh quốc và 22 giải Grammy. Với 50 đề cử cho giải Oscar, ông là người đề cử nhiều thứ 2 trong lịch sử, đứng sau Walt Disney. Năm 2005, Viện phim Mỹ xướng tên tác phẩm của William trong Chiến tranh giữa các vì sao (1977) là nhạc phim Mỹ vĩ đại nhất. Williams được vinh danh tại Đại lộ Danh vọng của Hollywood Bowl vào năm 2000 và đoạt giải Kennedy Center Honors năm 2004. Williams trở thành nhà soạn nhạc đầu tiên trong lịch sử nhận giải Thành tựu trọn đời của Viện phim Mỹ vào năm 2016. Williams xuất hiện trong phần âm nhạc của 8 trong số 20 bộ phim thành công nhất lịch sử phòng vé Mỹ.

## Tiểu sử
John Towner Williams sinh ngày 8 tháng 2 năm 1932 tại Floral Park, New York, là con trai trong gia đình nhà Esther (nhũ danh Towner) và Johnny Williams, một nhạc công bộ gõ jazz, trình diễn với Raymond Scott Quintet. Williams chia sẻ về gia đình mình, "Cha tôi là một người đàn ông xứ Maine–chúng tôi có họ hàng rất gần. Mẹ tôi đến từ Boston. Cha mẹ tôi điều hành một cửa hàng ở Bangor, Maine và bà nội tôi là một người sản xuất tủ. [...] Những người có nòi giống như thế không dễ trở nên lười biếng đâu."
Năm 1948, gia đình Williams chuyển đến Los Angeles, nơi John theo học trường Trung học North Hollywood, tốt nghiệp năm 1950. Ông sau đó đến Đại học California, Los Angeles (UCLA) và học riêng với nhà soạn nhạc người Ý Mario Castelnuovo-Tedesco. Williams ban đầu có theo học ở Đại học thành phố Los Angeles trong một học kỳ, nằm trong ban nhạc Studio Jazz của trường. Năm 1952, Williams được chọn vào Không quân Hoa Kỳ, nơi ông soạn nhạc và chỉ huy tại Dàn nhạc Không quân Hoa Kỳ.
Năm 1955, Williams chuyển đến Thành phố New York và theo học Trường Juilliard và học dương cầm với Rosina Lhévinne. Trong thời gian này, ông là một nhạc công jazz tại nhiều hộp đêm trong thành phố. Sau khi dời về Los Angeles, ông trở thành một nhạc công cùng với Henry Mancini. Ông hợp tác với Mancini trong nhạc phim của Peter Gunn, với sự góp mặt của cây guitar Bob Bain, tay bass Rolly Bundock và tay trống Jack Sperling, nhiều người trong số họ xuất hiện trong loạt phim Mr. Lucky. Nổi tiếng với cái tên "Johnny" trong những năm 1950 và 1960, Williams soạn nhạc cho nhiều chương trình truyền hình và là nhà soạn nhạc cho loạt album của ca sĩ Frankie Laine.
Williams có hai người anh em, Donald và Jerry, là những nhạc công bộ gõ tại Los Angeles. Williams kết hôn với Barbara Ruick, một diễn viên và ca sĩ người Mỹ, vào năm 1956. Họ có ba người con: Jennifer (sinh 1956), Mark Towner Williams (sinh 1958) và Joseph (sinh 1960), là ca sĩ chính của ban nhạc Toto. Họ vẫn kết hôn với nhau cho đến khi bà qua đời năm 1974. Năm 1980, Williams kết hôn với Samantha Winslow, một nhiếp ảnh gia.

## Sự nghiệp âm nhạc

### Nhạc phim
Danh sách này có một số phim có nhạc do John Williams soạn. Những phim đoạt giải Oscar do nhạc của Williams được in đậm:

#### Thập niên 1950
- Daddy-O (1958)

#### Thập niên 1960
- Because They're Young (1960)
- I Passed for White (1960)
- The Secret Ways (1961)
- Bachelor Flat (1962)
- Diamond Head (1963)
- Gidget Goes to Rome (1963)
- The Killers (1964)
- None but the Brave (1965)
- The Rare Breed (1966)
- John Goldfarb, Please Come Home! (1965)
- Valley of the Dolls (1967) – được đề cử cho giải Oscar (có nhạc do André và Dory Previn soạn)
- A Guide for the Married Man (1967)
- Fitzwilly (1967)
- The Reivers (1969) – được đề cử cho giải Oscar
- Goodbye, Mr. Chips (1969) – được đề cử cho giải Oscar

#### Thập niên 1970
- Storia di una donna (1970) – phim ngoại quốc duy nhất có khúc nhạc chính do Williams soạn
- Jane Eyre (1970)
- Fiddler on the Roof (1971) – thắng giải Oscar
- Images (1972) – được đề cử cho giải Oscar
- The Poseidon Adventure (1972) – được đề cử cho giải Oscar
- The Cowboys (1972)
- Cinderella Liberty (1973) – được đề cử cho giải Oscar
- The Long Goodbye (1973) – cũng soạn nhạc tựa
- The Paper Chase (1973)
- Tom Sawyer (1973) – được đề cử cho giải Oscar cùng với Robert B. Sherman và Richard M. Sherman
- The Towering Inferno (1974) – được đề cử cho giải Oscar
- The Sugarland Express (1974)
- Hàm cá mập (1975) – thắng các giải Quả cầu vàng, Viện Phim và Nghệ thuật Truyền hình Anh (BAFTA), và Oscar
- The Eiger Sanction (1975)
- Family Plot (1976)
- Midway (1976)
- The Missouri Breaks (1976)
- Black Sunday (1977)
- Chiến tranh giữa các vì sao (1977) – thắng các giải Quả cầu vàng, BAFTA, và Oscar
- Close Encounters of the Third Kind (1977) – được đề cử cho giải Oscar
- The Fury (1978)
- Superman (1978) – được đề cử cho giải Oscar và hai giải Grammy
- 1941(1979)
- Dracula (1979)

#### Thập niên 1980
- Chiến tranh giữa các vì sao – Phần V: Đế chế chống trả (1980) – được đề cử cho giải Oscar và hai giải Grammy; thắng giải BAFTA
- Raiders of the Lost Ark (1981) – được đề cử cho giải Oscar và hai giải Grammy
- Monsignor (1982)
- Yes, Giorgio (1982) – được đề cử cho giải Oscar
- E.T. the Extra-Terrestrial (1982) – thắng các giải Quả cầu vàng, Oscar, và BAFTA
- Chiến tranh giữa các vì sao – Phần VI: Người Jedi trở lại (1983) – được đề cử cho giải Oscar
- Indiana Jones and the Temple of Doom (1984) – được đề cử cho giải Oscar
- The River (1984) – được đề cử cho giải Oscar
- SpaceCamp (1985)
- Empire of the Sun (1987) – được đề cử cho giải Oscar; thắng giải BAFTA
- The Witches of Eastwick (1987) – được đề cử cho giải Oscar
- The Accidental Tourist (1988) – được đề cử cho giải Oscar
- Born on the Fourth of July (1989) – được đề cử cho giải Oscar
- Indiana Jones and the Last Crusade (1989) – được đề cử cho giải Oscar

#### Thập niên 1990
- Stanley & Iris (1990)
- Presumed Innocent (1990)
- Home Alone (1990) – được đề cử cho hai giải Oscar
- Hook (1991) – được đề cử cho các giải Oscar và Grammy
- JFK (1991) – được đề cử cho giải Oscar
- Home Alone 2: Lost in New York (1992)
- Far and Away (1992)
- Công viên kỷ Jura (1993)
- Bản danh sách của Schindler (1993) – thắng các giải Oscar, Grammy, và BAFTA
- Nixon (1995) – được đề cử cho giải Oscar
- Sabrina (1995) – được đề cử cho hai giải Oscar
- Sleepers (1996) – được đề cử cho giải Oscar
- Rosewood (1997)
- The Lost World: Jurassic Park (1997)
- Seven Years in Tibet (1997)
- Amistad (1997) – được đề cử cho các giải Oscar và Grammy
- Stepmom (1998)
- Saving Private Ryan (1998) – được đề cử cho các giải Quả cầu vàng, Grammy, và Oscar
- Chiến tranh giữa các vì sao – Phần I: Bóng ma đe dọa (1999) – được đề cử cho giải Grammy
- Angela's Ashes (1999) – được đề cử cho các giải Grammy và Oscar

#### Thập niên 2000
- The Patriot (2000) – được đề cử cho giải Oscar
- A.I.: Artificial Intelligence (2001) – được đề cử cho các giải Grammy và Oscar
- Harry Potter và Hòn đá Phù thủy (2001) – được đề cử cho giải Oscar và hai giải Grammy
- Catch Me If You Can (2002) – được đề cử cho giải Oscar
- Chiến tranh giữa các vì sao – Phần II: Cuộc tấn công của người vô tính (2002)
- Minority Report (2002)
- Harry Potter và Phòng chứa Bí mật (2002) – được đề cử cho giải Grammy
- Harry Potter và tên tù nhân ngục Azkaban (2004) – được đề cử cho các giải Grammy và Oscar
- The Terminal (2004)
- Chiến tranh giữa các vì sao – Phần III: Người Sith báo thù (2005) – được đề cử cho hai giải Grammy
- War of the Worlds (2005) – được đề cử cho giải Grammy
- Hồi ức của một Geisha (2005) – thắng các giải Quả cầu vàng, BAFTA, và Grammy; được đề cử cho giải Oscar
- Munich (2005) – được đề cử cho giải Oscar; thắng giải Grammy
- Superman II: The Richard Donner Cut (2006)
- Indiana Jones and the Kingdom of the Crystal Skull (2008)

#### Thập niên 2010
- Những cuộc phiêu lưu của Tintin: Bí mật tàu Kỳ Lân (2011) – được đề cử cho giải Oscar và giải Grammy
- Chiến mã (2011) – được đề cử cho giải Oscar, giải Quả cầu vàng và giải BAFTA
- Licoln (2012) – được đề cử cho giải Oscar và giải Grammy
- Kẻ trộm sách (2013) – được đề cử cho giải Oscar, giải Quả cầu vàng và giải BAFTA; thắng giải Grammy
- Chiến tranh giữa các vì sao: Thần lực thức tỉnh (2015) – được đề cử cho giải Oscar
- Chuyện chưa kể ở xứ sở khổng lồ (2016)
- Dear Basketball (2017)
- Chiến tranh giữa các vì sao: Jedi cuối cùng (2017) – được đề cử cho giải Oscar và giải Grammy
- Bí mật Lầu Năm Góc (2017) – được đề cử cho giải Quả cầu vàng
- Solo: Star Wars ngoại truyện (2018) – được đề cử cho giải Grammy, hợp tác với John Powell
- Chiến tranh giữa các vì sao: Skywalker trỗi dậy (2019) – được đề cử cho giải Oscar, giải BAFTA và giải Grammy

#### Thập niên 2020
- The Fabelmans: Tuổi trẻ huy hoàng (2022) – được đề cử cho giải Oscar và giải Quả cầu vàng
- Indiana Jones 5 (2023)

### Nhạc Thế vận hội
Williams đã soạn nhạc cho bốn kỳ Thế vận hội vào thời gian 26 năm nay:
- "Olympic Fanfare and Theme" – Thế vận hội Mùa hè 1984, Los Angeles, California
  - Được soạn riêng biệt cho lễ khai mạc. Khi phát hành lại năm 1996, đoạn kèn trumpet mở đầu được thay bằng "Bugler's Dream", bản nhạc Thế vận hội trước do Leo Arnaud soạn. Bản thâu này được dùng làm bản nhạc chính của những chương trình Thế vận hội của NBC từ lúc đó.
- "The Olympic Spirit" – Thế vận hội Mùa hè 1988, Seoul
  - Được ủy thác bởi NBC Sports cho những chương trình thể thao trên TV.
- "Summon the Heroes" – Thế vận hội Mùa hè 1996, Atlanta, Georgia
  - Được soạn để kỷ niệm 100 năm của Thế vận hội hiện đại, và được chơi lần đầu tiên ngày 19 tháng 7 năm 1996. Khúc nhạc này sử dụng các khúc kèn đồng và kèn gỗ nhiều và kéo dài khoảng sáu phút. (Người thổi trumpet chính của dàn nhạc Boston Pops, Timothy Morrison, diễn đơn đoạn mở đầu trên album.) Nó được soạn cho nhiều loại ban nhạc, như là ban nhạc kèn gỗ. Khúc nhạc này được NBC sử dụng rất nhiều trong đoạn mở đầu và kết thúc đoạn quảng cáo trong những chương trình Thế vận hội.
- "Call of the Champions" – Thế vận hội Mùa đông 2002, Thành phố Salt Lake, Utah

### Khúc nhạc chính TV
- Cho NBC:
  - NBC News – The Mission
    - NBC Nightly News
    - The Today Show
    - Meet The Press

  - NBC Sunday Night Football[14]
- Amazing Stories
- Caravan of Courage: An Ewok Adventure (khúc nhạc của Wicket, được lập lại từ Người Jedi trở lại)
- Land of the Giants
- Lost in Space
- The Time Tunnel
- Jack & Bobby (trích dẫn từ khúc nhạc chính của The Patriot)

### Concerto
- "Concerto for Flute of Orchestra" (1969), chỉ được chơi năm 1981 bởi Dàn nhạc giao hưởng Saint Louis do Leonard Slatkin chỉ huy.
- "Concerto for Violin and Orchestra" (1976, sửa 1998), cũng chỉ được chơi năm 1981 bởi Dàn nhạc giao hưởng Saint Louis.
- "Concerto for Tuba and Orchestra" (1985), được chơi lần đầu tiên bởi Boston Pops để kỷ niệm 100 năm.
- "Concerto for Clarinet and Orchestra Lưu trữ ngày 28 tháng 9 năm 2007 tại Wayback Machine" (1991).
- "Concerto for Bassoon and Orchestra" ("The Five Sacred Trees") (1993).
- "Concerto for Cello and Orchestra" (1994).
- "Concerto for Trumpet and Orchestra" (1996).
- "Elegy for Cello and Piano" (1997), về sau được soạn cho hồ cầm và dàn nhạc (2002). Dựa trên khúc nhạc trong Seven Years in Tibet.
- "TreeSong, Concerto for Violin and Orchestra" (2000).
- "Heartwood: Lyric Sketches for Cello and Orchestra" (2002).
- "Concerto for Horn and Orchestra" (2003). Được chơi lần đầu tiên bởi Dàn nhạc giao hưởng Chicago tháng 11 năm 2003.
- "Duo Concertante for Violin and Viola" (2007). Được chơi lần đầu tiên tại Tanglewood ở Lenox, Massachusetts vào tháng 8 năm 2007.

### Nhạc hòa nhạc khác
- "Prelude and Fugue" (1965), cho dàn nhạc.  Lưu trữ ngày 22 tháng 9 năm 2009 tại Wayback Machine
- Bản nhạc giao hưởng #1 (1966), được chơi lần đầu tiên bởi Dàn nhạc giao hưởng Houston do André Previn chỉ huy năm 1968. Williams viết lại bản nhạc năm 1988; bản này được chơi bởi Dàn nhạc giao hưởng San Francisco trong thời gian Williams làm người chỉ huy tạm vào đầu thập niên 1990.
- "Thomas and the King" (nhạc kịch, 1975), biểu diễn lần đầu tiên tại Luân Đôn và được thâu năm 1981 bởi các diễn viên đầu tiên.
- "Jubilee 350 Fanfare" (1980), được chơi lần đầu tiên bởi dàn nhạc Boston Pops do Williams chỉ huy. Bản nhạc kỷ niệm 350 năm của thành phố Boston, Massachusetts.
- "Liberty Fanfare" (1986), được chơi lần đầu tiên ngày 4 tháng 7 năm 1986 bởi Dàn nhạc Boston Pops Esplanade. Được soạn cho 100 năm của Tượng Nữ thần Tự do (Liberty Weekend).
- "A Hymn to New England" (1987).
- "For New York" (biến tấu bản nhạc của Leonard Bernstein, 1988). Được soạn cho sinh nhật 70 tuổi của Leonard Bernstein.
- "Celebrate Discovery" (1990), được soạn để kỷ niệm 500 năm sau Cristoforo Colombo tới châu Mỹ.
- "Sound the Bells!" (1993).
- "Song for World Peace" (1994).
- "Variations on Happy Birthday" (1995).
- "American Journey" (1999). Một số đoạn được chơi lần đầu tiên trong một phim của Steven Spielberg tại Lễ kỷ niệm Thiên niên kỷ ở Washington, D.C. ngày 31 tháng 12 năm 1999.
- "Three Pieces for solo Cello" (2001).
- "Soundings" (2003), được soạn để kỷ niệm Hội trường Hòa nhạc Walt Disney mở cửa.
- "Star Spangled Banner" (2007), được soạn riêng cho trận 1 của World Series 2007 và được chơi bởi Dàn nhạc Boston Pops.